# Vaccinium setipes
Vaccinium setipes är en ljungväxtart som beskrevs av Airy Shaw. Vaccinium setipes ingår i Blåbärssläktet, och familjen ljungväxter. Inga underarter finns listade i Catalogue of Life.